# Flandern-Rundfahrt 1976
Die Flandern-Rundfahrt 1976 war die 60. Austragung der Flandern-Rundfahrt, eines eintägigen Straßenradrennens. Es wurde am 4. April 1976 über eine Distanz von 261 km ausgetragen.
Das Rennen wurde von Walter Planckaert vor Francesco Moser und Marc Demeyer gewonnen.

## Teilnehmende Mannschaften
| Profi-Radsportteams (17)- Maes Pils-Rokado - Sanson - Brooklyn - Gitane-Campagnolo - Zoppas-Splendor - IJsboerke-Colnago - TI-Raleigh-Campagnolo - Ebo-Cinzia - Gan-Mercier-Hutchinson - Molteni-Campagnolo - Bianchi-Campagnolo - Peugeot-Esso-Michelin - Gero-Eurosol - Miko-de Gribaldy-Superia - Lejeune-BP - Carlos - Flandria-Velda-West Vlaams Vleesbedrijf |
| |

## Ergebnis
|    | Fahrer             | Land    | Team              | Zeit       |
| -- | ------------------ | ------- | ----------------- | ---------- |
| 1  | Walter Planckaert  | Belgien | Maes Pils-Rokado  | 6h 10' 00" |
| 2  | Francesco Moser    | Italien | Sanson            | gl. Zeit   |
| 3  | Marc Demeyer       | Belgien | Flandria-Velda    | gl. Zeit   |
| 4  | Roger De Vlaeminck | Belgien | Brooklyn          | + 16"      |
| 5  | Freddy Maertens    | Belgien | Flandria-Velda    | gl. Zeit   |
| 6  | Willy Teirlinck    | Belgien | Gitane-Campagnolo | + 22"      |
| 7  | Eric Leman         | Belgien | Zoppas-Splendor   | gl. Zeit   |
| 8  | Walter Godefroot   | Belgien | IJsboerke-Colnago | gl. Zeit   |
| 9  | Frans Verbeeck     | Belgien | IJsboerke-Colnago | gl. Zeit   |
| 10 | André Dierickx     | Belgien | Maes Pils-Rokado  | gl. Zeit   |